# Polizeiruf 110: Kinderparadies
Kinderparadies ist ein Fernsehfilm aus der ARD-Krimireihe Polizeiruf 110. Der Film wurde im Auftrag des BR unter der Regie von Leander Haußmann produziert und am 29. September 2013 erstmals im Ersten als 338. Folge der Krimireihe ausgestrahlt. Es ist der sechste Fall des Münchner Polizeiruf-Ermittlers Hanns von Meuffels.
Der Mord an einer jungen Mutter führt den Kommissar in einen Elite-Kindergarten, den der Lebensgefährte der getöteten Frau gegründet hatte und wo das Tatmotiv vermutet wird.

## Handlung
Eines Abends wird Ella Werken absichtlich von jemandem mit einem Auto überfahren. Sie war Mutter der kleinen Lara, die einen privaten Kindergarten besucht, den ihr Vater, Joachim Grand, mit viel Geld und Engagement aufgebaut hatte, um seiner Tochter die bestmöglichen Entwicklungschancen zu bieten.
Kommissar von Meuffels sieht sich in diesem Kinderparadies um und bemerkt sehr schnell einen Konflikt in der Elternschaft. Es gibt Probleme mit einem aggressiven zweijährigen Jungen, der anderen Kindern der Einrichtung angeblich regelmäßig schwere Bissverletzungen zufügt. Valeska Steier, die Mutter dieses Jungen, arbeitet ausgerechnet in der Einrichtung als Kindergartenleiterin und wurde von Ella Werken schwer beschuldigt, ihrer Verantwortung nicht gerecht zu werden.
Hauptverdächtiger ist jedoch Joachim Grand, der das Kind abgöttisch liebt, in dessen Beziehung zur Mutter es aber kriselte. Lara möglicherweise nicht mehr so oft sehen zu können, ist für ihn undenkbar. Zudem ist er als gewalttätig bekannt und steht unter dem Verdacht, das Kind geschlagen zu haben, weshalb auch das Jugendamt eingeschaltet wird und Laras Obhut übernimmt.
Von Meuffels findet heraus, dass das Opfer mit Tobias Steier, dem Gatten der Kindergartenleiterin, eine Liebesbeziehung hatte. Er spricht ihn darauf an und Steier räumt offen ein, sich mit Ella Werken gestritten zu haben, weil sie die Beziehung beenden wollte, da er nicht bereit war, seine Frau für sie zu verlassen. Überfahren habe er sie aber nicht.
Aus Mangel an Beweisen muss Joachim Grand aus der Untersuchungshaft entlassen werden. Da „seine“ Lara gerade im Kinderparadies ihren Geburtstag feiert, will von Meuffels ihn dort erneut festnehmen. Denn der Kommissar erfuhr, dass Grand einen Gentest hat machen lassen und so erkannt hat, dass Lara nicht seine Tochter ist. Doch nicht er ist der Täter, sondern Valeska Steier. Sie hatte von der Beziehung ihres Mannes zu Ella Werken erfahren und auch, dass ihr Mann der Vater von Lara ist. Als sie bemerkt, dass die Polizei auf dem Weg zum Kindergarten ist, verschanzt sie sich, mit einem Messer bewaffnet, mit dem sie zuvor gerade ihren untreuen Mann umgebracht hat, mit den Kindern in einem Raum. Von Meuffels kann sie in ein Gespräch verwickeln und zum Aufgeben bewegen.

## Rezeption

### Einschaltquoten
Die Erstausstrahlung von Kinderparadies am 29. September 2013 wurde in Deutschland insgesamt von 8,0  Millionen Zuschauern gesehen und erreichte einen Marktanteil von 23,1 % für Das Erste.

### Kritik
Rainer Tittelbach von Tittelbach.tv schreibt zu diesem Polizeiruf, es sei: „Ein filmisch wie psychologisch dichtes Krimidrama mit Top-Gastschauspielern & einem schlafwandlerischen Soundtrack.“ „Da ist von Anfang an viel Wut im Spiel, eine explosive Stimmung ist spürbar, die durch zahlreiche Rückblenden, Raum- & Zeitsprünge und die sehr suggestive Bildsprache noch verschärft wird.“
Bei der FAZ meint Uwe Ebbinghaus: „Im neuen ‚Polizeiruf‘ aus München wiegen sich Supereltern mit Kinderliedern in ihre Lebenslügen. Die Erzählmittel sind verwirrend, Regisseur Leander Haußmann dringt trotzdem tief in unsere Zeit ein.“
Die Kritiker der Fernsehzeitschrift TV Spielfilm nennen diesen Krimi ein: „Bitterböses Psychodrama.“
Bei spiegel.de schreibt Christian Buß etwas sarkastisch: „Ein ‚Polizeiruf‘ über den Götzen Kind, das ist zeitgemäß. Der Glaube bietet in der mehr und mehr säkularisierten Welt immer weniger Halt, das Kind wird zum quasi-religiösen Ausweichobjekt. Allerorten wird die Reinheit des jungen unverdorbenen Menschen gefeiert, die es gegen alle schädlichen Einflüsse der bösen, bösen Welt da draußen zu verteidigen gilt: Gelobt sei mein Balg, geheiligt sei seine Reinheit!“